# Comté de Luce
Le comté de Luce (Luce County en anglais) est situé dans l'est de la péninsule supérieure de l'État du Michigan, sur la rive du lac Supérieur. Son siège est à Newberry. Sa population, selon le recensement de 2000, est 7 024.

## Géographie
Le comté a une superficie de 4 952 km², dont 2 339 km² est de terre. 

### Comtés adjacents
- Comté de Chippewa (est)
- Comté de Mackinac (sud)
- Comté de Schoolcraft (sud-ouest)
- Comté d'Alger (ouest)

### Municipalités du comtés

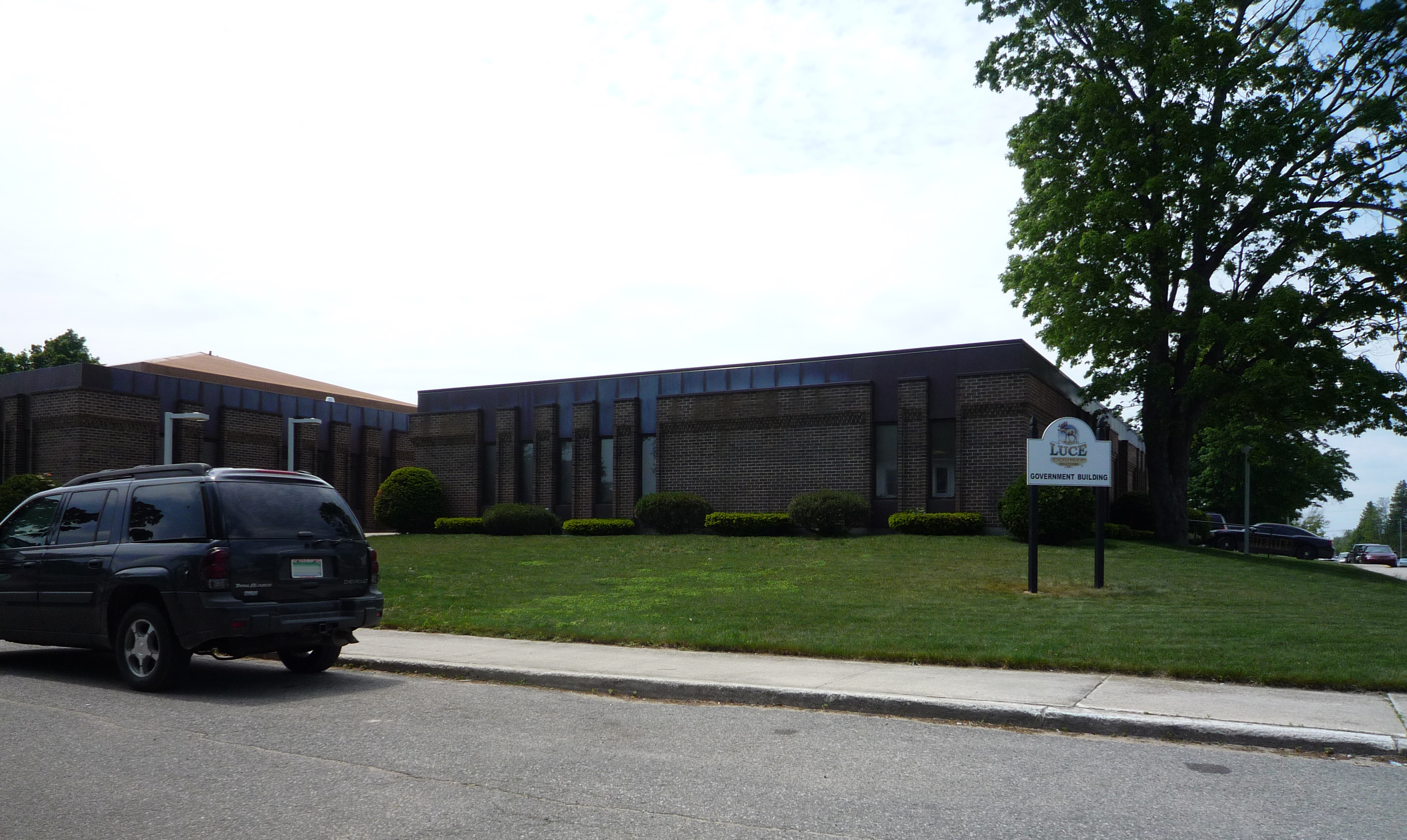

#### Townships
- Township de Lakefield (en),
- Township de Columbus (en),